# Onofrio Pirrotta
Onofrio Pirrotta (Palermo, 22 ottobre 1941 – Tricesimo, 12 febbraio 2012) è stato un giornalista italiano.

## Biografia
È stato vicedirettore vicario dell'AdnKronos, ha collaborato con Il Mondo, Panorama, L'Europeo, Il Giorno, Il Messaggero.
Deve la sua popolarità negli anni ottanta alla nota politica che faceva per il TG2, telegiornale per il quale ha anche lavorato come inviato speciale. Negli anni novanta passò al TG3 dove rivoluzionerà la vecchia rassegna stampa notturna, inventata da Sandro Curzi, introducendovi la figura dell'ospite che commenta le notizie dei vari quotidiani.
Nel 2000, sempre su Rai 3, idea e conduce la trasmissione È la stampa bellezza. Successivamente passa al canale d'informazione Rainews24 in qualità di caporedattore centrale fino alla sua scomparsa.
Nel 1992 pubblica per la Arnoldo Mondadori Editore il libro Pressappoco che ottiene un discreto successo, arrivando a 6 edizioni; il libro tratta di bufale e bestialità del giornalismo italiano.
È morto all'improvviso a Tricesimo, dove risiedeva, il 12 febbraio 2012, all'età di 70 anni.